# USS Johnston (DD-557)
O USS Johnston foi um contratorpedeiro operado pela Marinha dos Estados Unidos e septuagésima terceira embarcação da Classe Fletcher. Sua construção começou em maio de 1942 na Seattle-Tacoma Shipbuilding e foi lançado ao mar em março de 1943, sendo comissionado na frota norte-americana em outubro do mesmo ano. Era armado com uma bateria principal composta por cinco canhões de 127 milímetros e dez tubos de torpedo de 533 milímetros, tinha um deslocamento carregado de pouco mais de duas mil toneladas e alcançava uma velocidade máxima de 38 nós. 
O Johnston entrou em serviço no meio da Segunda Guerra Mundial e foi designado para atuar na Guerra do Pacífico. Ele proporcionou suporte de artilharia para forças terrestres norte-americanos entre janeiro e fevereiro de 1944 na Campanha das Ilhas Gilbert e Marshall, enquanto pelos três meses seguintes acabou usado apenas em patrulhas e deveres de escolta pelas Ilhas Salomão. Em julho participou da Batalha de Guam novamente em suporte de artilharia e em seguida foi encarregado da escolta de porta-aviões durante as Campanha das Ilhas Marianas e Palau e Filipinas.
O navio mais uma pequena força de contratorpedeiros, contratorpedeiros de escolta e porta-aviões de escolta, designados Unidade de Tarefas 77.4.3, enfrentaram uma grande frota da Marinha Imperial Japonesa em 25 de outubro na Batalha de Samar. As embarcações atacaram os japoneses com o objetivo de proteger a frota de invasão que estava reunida nas proximidades. O Johnston enfrentou couraçados e contratorpedeiros inimigos até ser afundado com 187 mortos, incluindo seu oficial comandante. Seus destroços foram encontrados em 2019 e identificados em 2021.

## História
O Johnston foi lançado ao mar em 25 de março de 1943 e participou de diversas batalhas da Guerra do Pacífico, como apoio a tropas em desembarque e bombardeio de costas em Kwajalein, Bougainville - onde afundou um submarino inimigo em missão de patrulha - e Enewetak nas Ilhas Salomão, Guam nas Ilhas Marianas e nas Ilhas Palau.
Com a planejada invasão das Filipinas, para retomar o país das mãos dos japoneses que de lá os haviam expulsado quase três anos antes, a frota americana dirigiu-se ao Golfo de Leyte, na ilha de Luzon, para apoiar o desembarque dos soldados americanos nas praias da ilha.
Integrado à Força Tarefa comandada pelo almirante William Halsey, o Johnston juntou-se à esquadra de navios de superfície encarregada de proteger os porta-aviões americanos de escolta do ataque dos navios e submarinos inimigos.
Em 24 de outubro, os grandes porta-aviões da Força Tarefa se dirigiram ao norte das Filipinas para interceptar a frota combinada japonesa de porta-aviões do almirante Jisaburō Ozawa – uma frota quase desarmada e de missão puramente diversionista – deixando em Leyte uma pequena força de destróieres de escolta aos porta-aviões de bolso, de menor capacidade e tamanho que protegiam os desembarques na cabeça de praia aliada.
Na manhã do dia seguinte, após atravessar o Estreito de San Bernardino e entrar no Mar de Samar em frente à Leyte, uma grande frota japonesa de encouraçados e cruzadores, comandadas pelo almirante Takeo Kurita, investiu contra a frota americana de guarda no local, com seus poderosos canhões de alcance de 40 km, começando uma destruição sistemática dos navios americanos.
Liderando uma esquadra de contratorpedeiros em linha, o comandante Evans lançou uma cortina de fumaça no mar para esconder os porta-aviões de patrulha dos artilheiros nipônicos e embicou seu contratorpedeiro, seguido depois por outros quatro, contra o grupo de grandes navios, entrando em seu raio de tiro para lançar torpedos e disparar seus canhões, infligindo grandes danos à esquadra inimiga e sendo duramente atingido em resposta.
Atingido diversas vezes a ponto de ficar parado no mar com seus motores danificados e seu capitão sem dois dedos da mão devido aos estilhaços dos projéteis disparados contra a belonave, a iniciativa do Johnston em partir para cima dos grandes navios japoneses, no que foi seguido por seus equivalentes da frota e por aviões lançados ao ar pelos porta-aviões de escolta que fugiam na fumaça, causou uma completa desorganização no comando e na linha de batalha inimiga, o que fez Kurita dar ordem de retorno à frota, que já havia afundado dois porta-aviões americanos e se preparava para completar a aniquilação dos demais.
As 10:10 da manhã, o contratorpedeiro, sem motores e atingido por mais de duas dezenas de disparos de canhão, afundou no Mar de Samar. Uma testemunha do afundamento conta que um dos capitães japoneses batia continência ao navio que afundava em homenagem à sua coragem em batalha. Dos 327 homens de sua tripulação, 181 foram salvos; 92 destes homens, incluindo o capitão Evans, chegaram a ser vistos vivos na água após o afundamento do Johnston, mas nenhum deles foi depois encontrado.
Dois dos contratorpedeiros da mesma unidade do Johnston, e que seguindo sua ousadia suicida arremeteram contra os grandes navios japoneses para impedi-los de chegarem ao alcance de tiro aos porta-aviões, USS Hoel e USS Samuel B. Roberts, também foram afundados na Batalha de Samar.

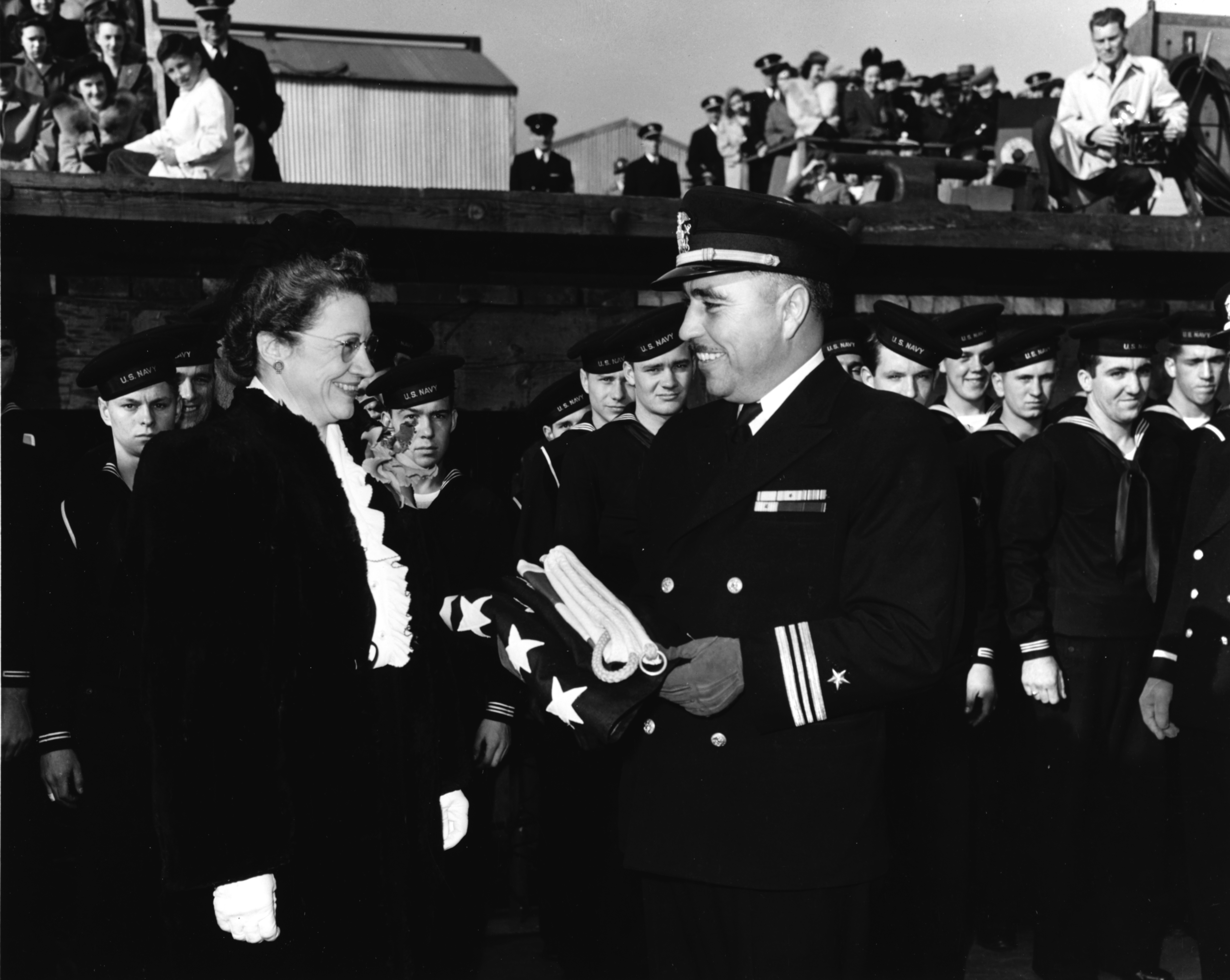
O comandante Evans na cerimônia de recebimento do comando do Johnston em outubro de 1943.

O Johnston recebeu uma Citação Presidencial e seu comandante jamais encontrado, o tenente Ernest E. Evans, foi postumamente condecorado com a Medalha de Honra do Congresso, a mais alta condecoração militar dos Estados Unidos.
Um dos sobreviventes de sua tripulação depois declarou: "O comandante Evans era um guerreiro da sola de seus pés até o último fio de seus cabelos pretos. Ele era natural de Oklahoma e orgulhoso do sangue indígena que corria em suas veias. Nós os chamávamos – não na sua frente – de Chief (expressão usada para designar em inglês os índios chefes de uma  tribo ou caciques). O Johnston era um navio lutador, mas ele era seu coração e sua alma.”
Em 31 de março de 2021, o navio de pesquisa DSV Limiting Factor fotografou o contratorpedeiro. O número visível do casco, 557, confirmou realmente que se tratava do Johnston. Ele se encontrava a uma profundidade de 6.460 metros, tornando-se o naufrágio mais profundo já visto.